# Frank Kocian Morris
Frank Kocian Morris est un artiste américain, illustrateur, portraitiste et artiste public, surtout connu pour son rôle dans le programme Artistic Infusion (AIP) de la Monnaie des États-Unis. Ses œuvres pour la Monnaie comprennent la conception de pièces de monnaie en circulation, de médailles du Congrès et de médailles présidentielles, qui sont ensuite sculptées par les sculpteurs-graveurs de la Monnaie.

## Biographie et carrière artistique
Natif de Memphis, au Tennessee, Frank Morris a commencé sa formation artistique dès son plus jeune âge dans l'atelier du peintre Paul Penczner (en). Il a obtenu un diplôme en beaux-arts avec mention de l'université de Memphis, puis a poursuivi ses études post-baccalauréat au Art Center College of Design à Los Angeles, en Californie. Sa carrière à Pasadena l'a vu créer diverses œuvres pour l'industrie cinématographique et musicale, avant qu'il ne déménage à New York pour travailler comme illustrateur et designer. Il a perfectionné son art dans des écoles renommées telles que la Art Students League et la New York Academy of Art,.
En tant qu'illustrateur, Morris a réalisé des travaux pour des magazines de premier plan comme Newsweek et New York Magazine, et a même créé la couverture inaugurale de Memphis Magazine sous la direction artistique de Fred Woodward. Il a également illustré des livres populaires tels que les séries Les Frères Hardy et Nancy Drew, et a conçu le logo de Playhouse on the Square (en). L'avènement des ordinateurs ayant réduit les opportunités d'illustration, Morris s'est tourné vers la peinture de portrait. Parmi ses sujets figurent l'ancien maire de Memphis, Dick Hackett (en), et plusieurs juges dont les portraits sont exposés dans les palais de justice,. Le portrait de son propre père est considéré comme l'un de ses préférés. Ses œuvres se trouvent dans des collections privées, des salles de conseil d'entreprise et des hôtels de ville,. Morris a également créé le Flame of Liberty Memorial, un mémorial d'art public situé à Los Gatos, en Californie, honorant les anciens combattants et les premiers intervenants. Ses talents lui ont valu quelques distinctions et des citations de publications comme The Artist's Magazine (en), Print (en), et Communication Arts (en), ainsi que des reconnaissances de la Society of Illustrators (en). En plus de sa pratique artistique, Morris a partagé ses connaissances en enseignant à la School of Visual Arts de New York, au Memphis College of Art (en) et dans son propre atelier,.

## Monnaie des États-Unis
Frank Morris a été sélectionné pour participer au programme Artistic Infusion (AIP) de la Monnaie des États-Unis en tant que designer associé en 2010. Ce programme, créé en 2003, vise à enrichir et à revigorer la conception des pièces et médailles américaines en faisant appel à un panel d'artistes extérieurs spécialisés dans diverses formes d'art visuel. Morris est depuis devenu maître designer au sein de l'AIP. Les artistes de l'AIP travaillent à partir de leurs propres studios, soumettant des dessins qui sont ensuite sculptés par le personnel de la Monnaie. Ils reçoivent une rémunération par mission et une prime si leur conception est sélectionnée par le Secrétaire au Trésor, et leurs initiales apparaissent généralement sur les pièces produites.

### Médailles d'or du Congrès
Il a conçu trois des médailles d'or du Congrès décernées aux Code Talkers amérindiens de la Première et de la Seconde Guerre mondiale, dévoilées en 2013. Plus précisément, il est crédité des avers des médailles pour la nation Osage, la nation Santee Sioux et la tribu Sisseton Wahpeton Oyate (Sioux).

### Pièces des Premières épouses
Morris a conçu des éléments pour trois pièces de collection en or honorant les Premières épouses Caroline Harrison, Ellen Wilson et Grace Coolidge, épouses des 23e, 28e et 30e Présidents des États-Unis,. Pour Caroline Harrison, il a conçu le portrait de l'avers, sculpté par Michael Gaudioso. Pour Ellen Wilson, il a conçu le portrait de l'avers, sculpté par Charles Vickers. Pour Grace Coolidge, il a conçu le revers de la médaille, qui représente les mains épelant « USA » en langue des signes américaine avec la Maison Blanche en arrière-plan, en référence à son engagement pour les sourds.

### Quarts de dollarAmerica the Beautiful
Pour le quart de dollar Blue Ridge Parkway (Caroline du Nord, 2015), Morris a conçu le revers, représentant une route incurvée longeant le flanc d'une montagne et entrant dans un tunnel, avec la fleur d'État de Caroline du Nord, le Cornus florida, au premier plan. Cette conception a été sculptée par Joseph Menna,. Pour ce design, Morris a entrepris des recherches approfondies, y compris la traversée de la Parkway elle-même. La pièce a été dévoilée et lancé en juin 2015.
Pour le quart de dollar George Rogers Clark National Historical Park (Indiana, 2017) il a également conçu le revers, qui représente George Rogers Clark menant ses hommes à travers les plaines inondées à l'approche de Fort Sackville. Ce design a été sculpté par Michael Gaudioso et officiellement lancé en novembre 2017.

### Pièces commémoratives
Morris a conçu l'avers de la pièce en or de cinq dollars du musée et du mémorial national des forces de l'ordre (représentant des officiers saluant) et l'avers du dollar en argent (représentant un policier agenouillé à côté d'un enfant lisant un livre). Phebe Hemphill a sculpté ces deux designs,.

### Autres designs
Il a également conçu le revers du dollar en argent du 225e anniversaire des US Marshals en 2015. En 2017, il travaillait également sur un design pour la NASA.
En outre, Morris a établi un partenariat avec la Numismatic Guaranty Corporation (en) (NGC) pour offrir sa signature sur les étiquettes de certification exclusives de la société, rejoignant d'autres designers et graveurs de la Monnaie américaine dans ce programme.

## Philosophie artistique
Frank Morris considère que les pièces de monnaie sont bien plus que de la simple monnaie ; pour lui, chaque pièce est une œuvre d'art tridimensionnelle, une sculpture distincte. Il estime que 80% du processus de conception d'une nouvelle pièce est consacré à la recherche et au brainstorming, assurant que toutes les créations soient historiquement et architecturalement précises. Le plus grand défi qu'il rencontre est de créer un impact significatif sur une petite surface de quart de dollar, cherchant à évoquer un sentiment ou un souvenir collectif à travers ses designs. Par exemple, pour le quart de dollar Blue Ridge Parkway, il a souhaité évoquer le souvenir général de l'expérience de la conduite sur la Parkway, et en particulier des tunnels, qui, selon lui, « font ressortir l'enfant en moi ». Il apprécie le savoir-faire des maçons italiens et espagnols qui ont construit les tunnels en pierre de la Parkway. Pour ses portraits, Morris a pour objectif de « peindre avec l'habileté des anciens maîtres, mais avec des sensibilités contemporaines », cherchant à capturer le sujet dans son « tout meilleur jour »,.